# 赤いピラミッド
赤いピラミッド（あかいピラミッド、英: Red Pyramid）は、エジプトのダハシュールにある古代エジプト・古王国時代第4王朝のファラオでクフ王の父でもあるスネフェル王が建設したピラミッドである。三大ピラミッドなどとともにメンフィスとその墓地遺跡として世界遺産に登録されている。
スネフェル王が先に建設した屈折ピラミッドの約1キロメートル北方に建てられ、初めて直線のラインを持ち、壁面が二等辺三角形になっている方錐形の真正ピラミッドである。高さはクフ王のピラミッド、カフラー王のピラミッドに次いで3番目に高い。
高さ104.4メートル、底辺218.5×221.5メートル、傾斜角度は43度19分。名前のとおり表面の花崗岩が赤く見えることから名づけられた。最初から赤かったのではなく、建設当初は白い石灰石に覆われていた。しかし、その大部分が持ち去られ、現在は基礎部分にその一部が残るのみである。

## 歴史
このピラミッドは、スネフェルが建築した中で最後に当たる5番目のもので、4番目に建設した屈折ピラミッドのすぐ脇に建設されている。工事はスネフェルの治世30年に始まり、ピラミッドの落書きより建設に10年7か月を要したと考えられる。

## 構造

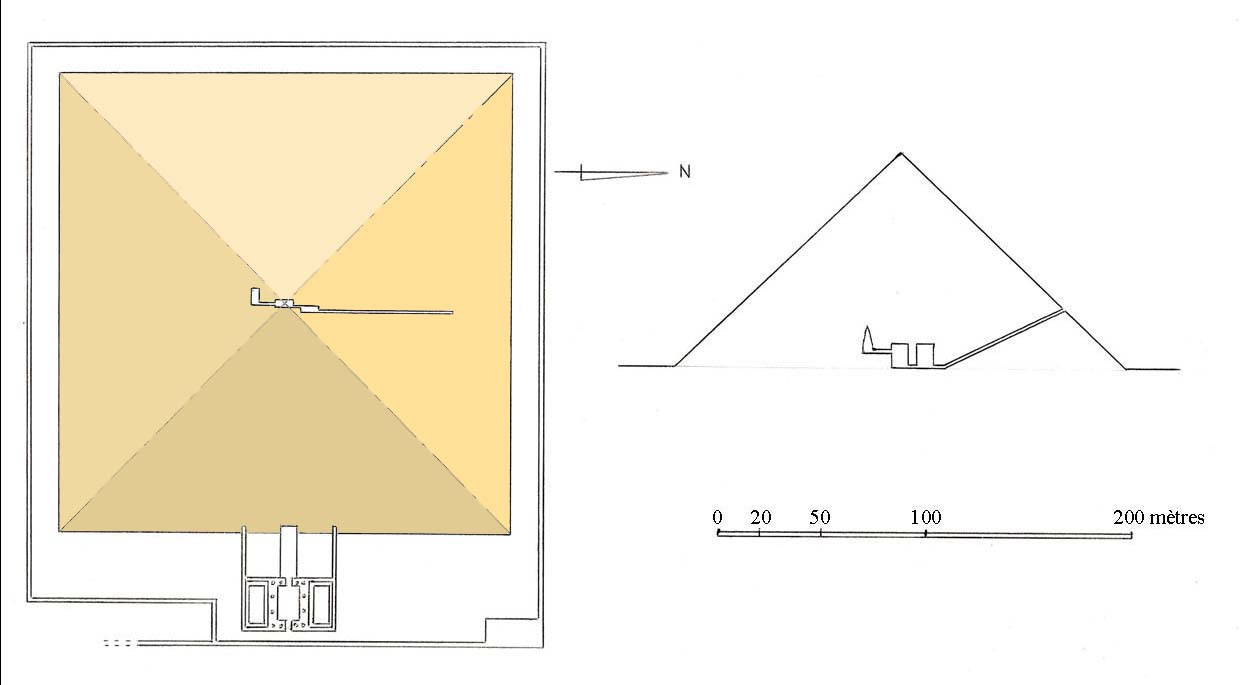
赤いピラミッド平面図

高さは約104メートルあり、エジプトのピラミッドとしては3番目に高い。傾斜は43度19分と非常に緩く、底辺は220メートルもある。エジプトにある同規模のピラミッドと比べると、潰れたような外観になっている。この傾斜は屈折ピラミッドの上層部分と同じ角度である。また現在の外観を構成している岩は、三大ピラミッドで使われているものよりも小さい。

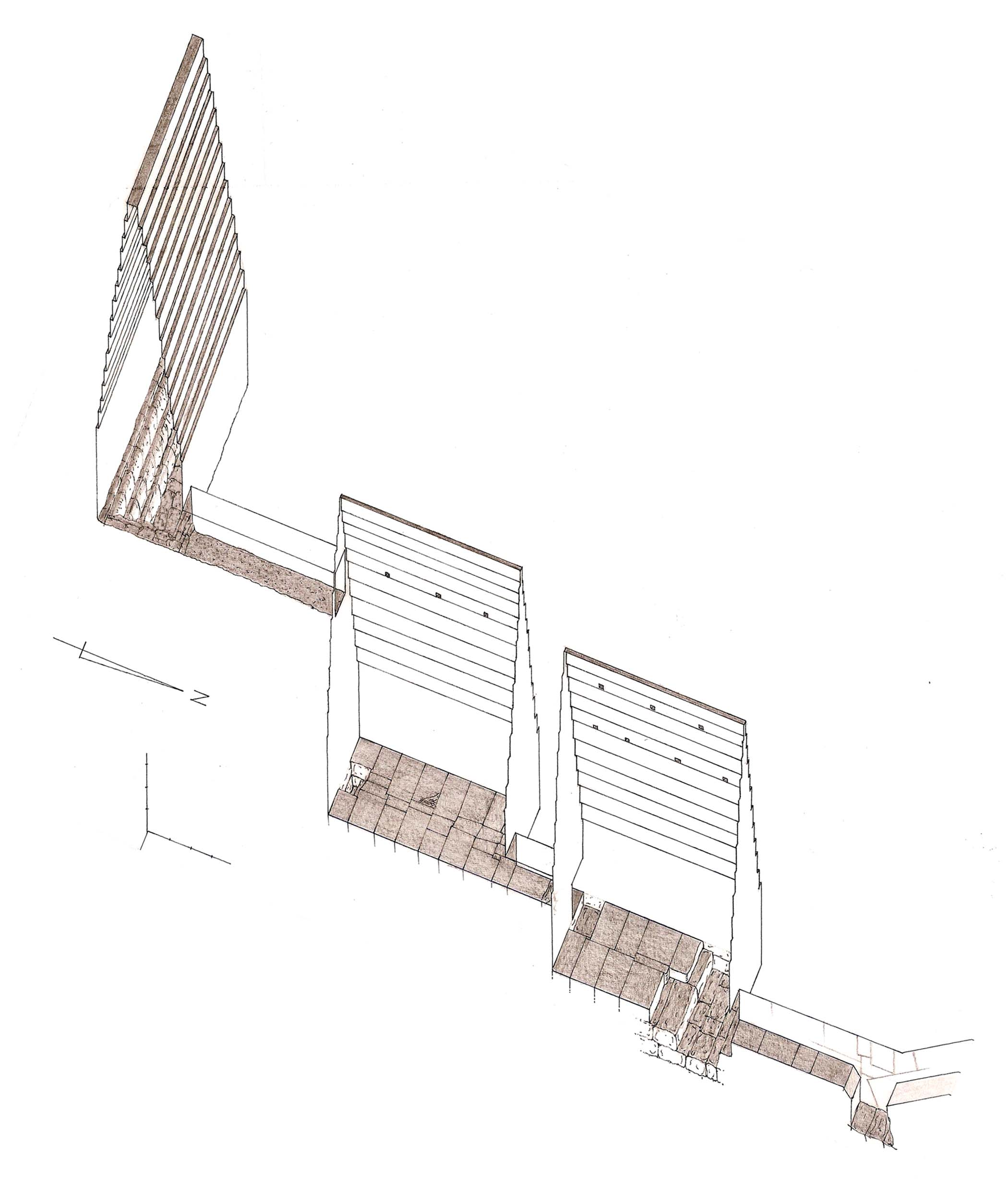
赤いピラミッドの内部構造

北壁の地面より28メートルのところに入口があり、中に入ることができる。奥の部屋に至る通路と、その途中に3つの部屋のような空間が存在する。内部に装飾は一切なく、巨大な岩を組んで作成されている。内部に埋葬跡らしきものは見つかっていない。

## 画像

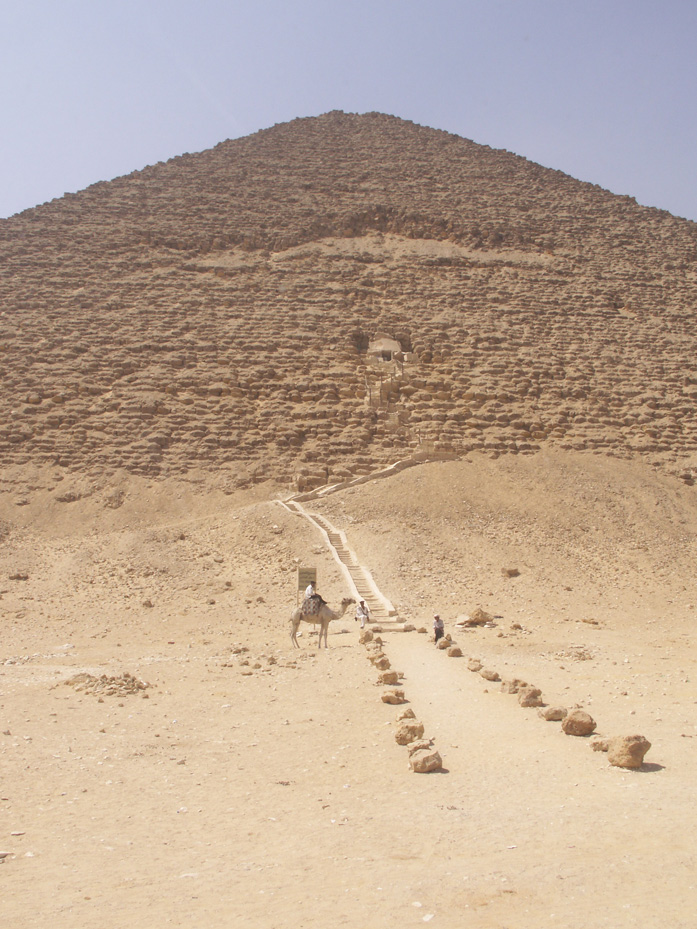
入口付近
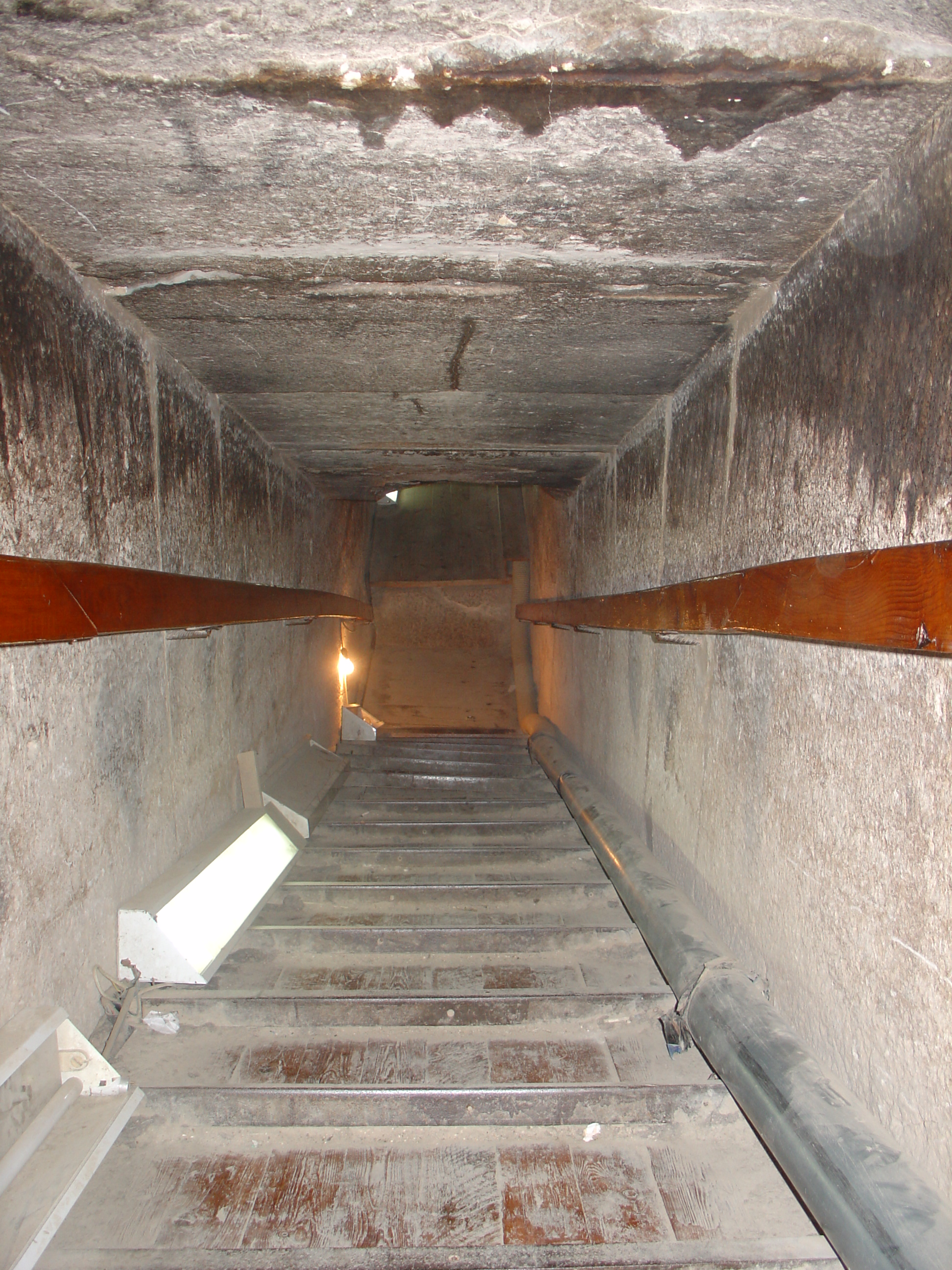
内部に入る通路
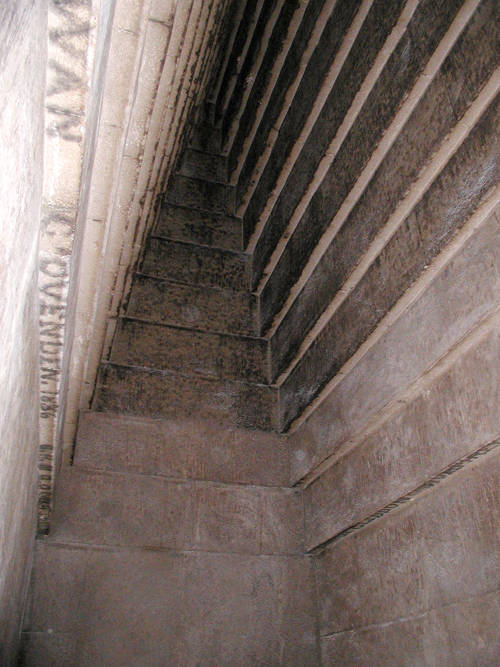
内部の部屋の梁